# Upeneus vittatus
Upeneus vittatus (Forsskål, 1775) è un pesce appartenente alla famiglia Mullidae.

## Descrizione
Presenta un corpo abbastanza allungato e compresso ai lati; non è particolarmente compresso sull'addome. La lunghezza massima registrata è di 28 cm anche se di solito non supera i 20.
Il colore prevalente è il grigio pallido, bianco sul ventre, anche se sui fianchi sono presenti due coppie di striature di colori diversi. La prima coppia, più evidente, è formata da due strisce gialle che terminano sul peduncolo caudale, una partendo dall'occhio e passando per il dorso e l'altra da dietro le pinne pettorali. La seconda coppia si trova invece sul dorso, tra le due pinne dorsali, ed è marrone. Le pinne sono bianche con striature scure, la pinna caudale è biforcuta.
Somiglia a diverse altre specie come U. suahelicus, dalle pinne più corte e basse, U. supravittatus, U. indicus, U. mascareinsis e U. davidaromi.

## Biologia

### Comportamento
Può formare banchi.

### Alimentazione
È una specie carnivora che si nutre sia di pesci più piccoli (Leiognathus) che di invertebrati marini, come crostacei (gamberi e granchi), molluschi bivalvi, echinodermi e vermi anellidi.

### Predatori
È spesso preda di Trichiurus lepturus.

### Parassiti
Può presentare il copepode parassita Irodes sauridi.

## Distribuzione e habitat
È una specie eurialina comune sia nelle barriere coralline che nelle zone di acqua salmastra lungo le coste dell'Indo-Pacifico. È diffusa in Micronesia, Giappone, Hawaii, Mar Rosso, Nuova Caledonia, Sudafrica, Isole della Società, Mozambico, Gibuti, Tanzania, Somalia, Seychelles, Madagascar e Kenya. Nuota fino a 100 m di profondità in zone con fondali fangosi, anche se è più comune nelle acque costiere.